# Аюб Масіка
Аюб Тімбе Масіка (англ. Ayub Timbe Masika, нар. 10 вересня 1992, Найробі) — кенійський футболіст, півзахисник китайського клубу «Бейцзін Женьхе».
Виступав, зокрема, за клуби «Генк» та «Льєрс», а також національну збірну Кенії.
Володар Суперкубка Бельгії. Володар Кубка Бельгії. 

## Клубна кар'єра
Народився 10 вересня 1992 року в місті Найробі. Вихованець юнацьких команд футбольних клубів «Андерлехт», «Беєрсхот» та «Генк».
У дорослому футболі дебютував 2011 року виступами за команду «Генк», в якій провів три сезони, взявши участь у 30 матчах чемпіонату. 
Своєю грою за цю команду привернув увагу представників тренерського штабу клубу «Льєрс», до складу якого приєднався 2014 року. Відіграв за команду з Ліра наступні три сезони своєї ігрової кар'єри.
Згодом в 2017 році переїхав до Китаю, де підписав контракт з клубом «Бейцзін Женьхе».
Протягом 2018 року грав в оренді за команду з міста Харбін «Хейлунцзян Лава Спрінг».
До складу клубу «Бейцзін Женьхе» повернувся того ж 2018 року. Станом на 24 грудня 2019 року відіграв за пекінську команду 26 матчів в національному чемпіонаті.

## Виступи за збірну
2012 року дебютував в офіційних матчах у складі національної збірної Кенії. Станом на 24 грудня 2019 року відіграв за національну збірну 23 матчі, забив 4 голи.
У складі збірної був учасником Кубка африканських націй 2019 року в Єгипті, де зіграв у всіх трьох поєдинках своєї команди, проти Алжиру (0-2), Танзанії (3-2) і Сенегалу (0-3).

## Статистика виступів
| Сезон                      | Команда                    | Чемпіонат                  | Чемпіонат | Чемпіонат | Національний кубок | Національний кубок | Національний кубок | Континентальні кубки | Континентальні кубки | Континентальні кубки | Інші змагання | Інші змагання | Інші змагання | Усього | Усього | Усього |
| Сезон                      | Команда                    | Ліга                       | Ігор      | Голів     | Ліга               | Ігор               | Голів              | Ліга                 | Ігор                 | Голів                | Ліга          | Ігор          | Голів         | Ігор   | Голів  |        |
| -------------------------- | -------------------------- | -------------------------- | --------- | --------- | ------------------ | ------------------ | ------------------ | -------------------- | -------------------- | -------------------- | ------------- | ------------- | ------------- | ------ | ------ | ------ |
| 2011—2012                  | «Генк»                     | Л1                         | 6         | 0         | КБ                 | 0                  | 0                  | ЛЧ                   | 0                    | 0                    | СКБ           | 0             | 0             | 6      | 0      |        |
| 2012—2013                  | «Генк»                     | Л1                         | 6+5       | 0         | КБ                 | 1                  | 0                  | ЛЄ                   | 4                    | 1                    | -             | -             | -             | 16     | 1      |        |
| 2013—2014                  | «Генк»                     | Л1                         | 10+2      | 0         | КБ                 | 4                  | 0                  | ЛЄ                   | 3                    | 0                    | СКБ           | 0             | 0             | 19     | 0      |        |
| Усього за «Генк»           | Усього за «Генк»           | Усього за «Генк»           | 22+7      | 0         |                    | 5                  | 0                  |                      | 7                    | 1                    |               | 0             | 0             | 41     | 1      |        |
| 2014—2015                  | «Льєрс»                    | Л1                         | 17+4      | 1+1       | КБ                 | 1                  | 1                  | -                    | -                    | -                    | -             | -             | -             | 22     | 3      |        |
| 2015—2016                  | «Льєрс»                    | Д2                         | 22        | 7         | КБ                 | 1                  | 0                  | -                    | -                    | -                    | -             | -             | -             | 23     | 7      |        |
| 2016—2017                  | «Льєрс»                    | Д2                         | 20        | 6         | КБ                 | 1                  | 1                  | -                    | -                    | -                    | -             | -             | -             | 21     | 7      |        |
| Усього за «Льєрс»          | Усього за «Льєрс»          | Усього за «Льєрс»          | 59+4      | 14+1      |                    | 3                  | 2                  |                      | -                    | -                    |               | -             | -             | 66     | 17     |        |
| 2017                       | «Бейцзін Женьхе»           | Л1                         | 23        | 8         | КК                 | 0                  | 0                  | -                    | -                    | -                    | -             | -             | -             | 23     | 8      |        |
| 2018                       | «Бейцзін Женьхе»           | СЛ                         | 14        | 7         | КК                 | 0                  | 0                  | -                    | -                    | -                    | -             | -             | -             | 14     | 7      |        |
| 2019                       | «Бейцзін Женьхе»           | СЛ                         | 12        | 2         | КК                 | 0                  | 0                  | -                    | -                    | -                    | -             | -             | -             | 12     | 2      |        |
| Усього за «Бейцзін Женьхе» | Усього за «Бейцзін Женьхе» | Усього за «Бейцзін Женьхе» | 49        | 17        |                    | 0                  | 0                  |                      | -                    | -                    |               | -             | -             | 49     | 17     |        |
| 2018                       | «Хейлунцзян Лава Спрінг»   | Л1                         | 6         | 2         | КК                 | 1                  | 0                  | -                    | -                    | -                    | -             | -             | -             | 7      | 2      |        |
| Усього за кар'єру          | Усього за кар'єру          | Усього за кар'єру          | 147       | 34        |                    | 9                  | 2                  |                      | 7                    | 1                    |               | 0             | 0             | 163    | 37     |        |

## Титули і досягнення
- Володар Суперкубка Бельгії (1):

«Генк»: 2011
- Володар Кубка Бельгії (1):

«Генк»: 2012-13
- Чемпіон Таїланду (1):

«Бурірам Юнайтед»: 2021-22
- Володар Кубка Таїланду (1):

«Бурірам Юнайтед»: 2021-22
- Володар Кубка тайської ліги (1):

«Бурірам Юнайтед»: 2021